# Parroquia Abdón Calderón
Abdón Calderón también llamado San Francisco de Asís, o simplemente Calderón, es una parroquia rural del cantón Portoviejo situada en la provincia de Manabí, Ecuador.

## Organización Territorial
Las comunidades más numerosas son: Miguelillo, El Jobo, Quebrada de Guillén, La Balsa, Bijahual, El Hormiguero, Florestal, Maconta, Pimpiguasí. !!!!